# Sayyid ul Sadaat
Sayyid ul Sadaat ist einen Titel, der einem hochrangigen Sayyid gegeben wird. Ein Sayyid ist ein Nachkomme des islamischen Propheten Mohammed. Im Emirat Afghanistan wurde dieser Titel zu Ehren des angeblichen Oberhauptes der Nachkommen des Propheten verwendet.
Dieser Titel ist gleichzusetzen mit dem Titel Naqib ul-Aschraf, der zur Zeiten des Osmanischen Reiches eine Behörde bezeichnet, die die Angelegenheiten der Nachkommen des Propheten in einem Gebiet verwaltet. Dazu gehören die offiziellen Registrierungen seiner Nachkommen, wie die Aufrechterhaltung der Tradition, den Islam zu predigen und zu repräsentieren.

## Familie von Sayyid Mir Fazlullah Sadaat
Weiter bekannt geworden ist dieser Titel durch Mir Fazlullah, der als höchster islamischer Gelehrter und Richter der bekannteste Sayyid im Emirat Afghanistan war. Der Titel Sayyid ul Sadaat galt besonders zu Ehren von Sayyid Mir Fazlullah, der de facto Oberhaupt aller Nachkommen des Propheten im afghanischen Raum war.
Sayyid Mir Fazlullah stammt aus einer Familie der Nachkommen des Propheten ab, die durch ihre vertieften Kenntnisse in islamischer Mystik und Recht bekannt waren, die traditionell von Vater zu Sohn übergeben wurden. Angefangen hatte diese Tradition mit Khwaja Ismail Muhammad Hakim, der in fünfter Generation vom siebten Imam der Prophetenfamilie Imam Musa al Kasim abstammt.

## Berühmte Sayyid ul Sadaat
- Sayyid ul Sadaat Sayyid Mir Jan
- Sayyid ul Sadaat Sayyid Mir Fazlullah, oberster Rechtsgelehrter des Emirates von Afghanistan und Bruder von Sayyid Mir Jan
- Sayyid ul Sadaat Mir Sayyid Mahmud Saheb Agha, Repräsentant und Bruder von Sayyid Mir Jan